# Delta Plus Group
Delta Plus Group ist ein französisches Unternehmen, das 1977 gegründet wurde und seinen Sitz in Apt hat.
Das Unternehmen entwirft, standardisiert, produziert und vermarktet persönliche Schutzausrüstung (PSA) und kollektive Schutzausrüstung für Berufstätige.
Die Delta Plus Group beschäftigt rund 3000 Mitarbeiter, verfügt weltweit über 46 Tochtergesellschaften, die 110 Länder abdecken, und verfügt über 18 Produktionsstandorte. Das Produktangebot umfasst 1200 Artikel.